# Ligne 202 (Infrabel)
Pour les articles homonymes, voir Ligne 202.
La ligne 202 est une ligne ferroviaire industrielle belge du port de Zeebruges.
Elle a une longueur de 2,4 km et relie la gare de Zeebrugge-Dorp au Zweedse Kaai, un quai dans le port de Zeebruges. À la gare de Zeebrugge-Dorp elle est raccordée à la ligne 51A/1 dont elle constitue en fait un prolongement vers le nord-est.

## Historique
La ligne 202 est un vestige de l'ancienne ligne 51A.

## Galerie de photos

Ligne 202 (Infrabel)
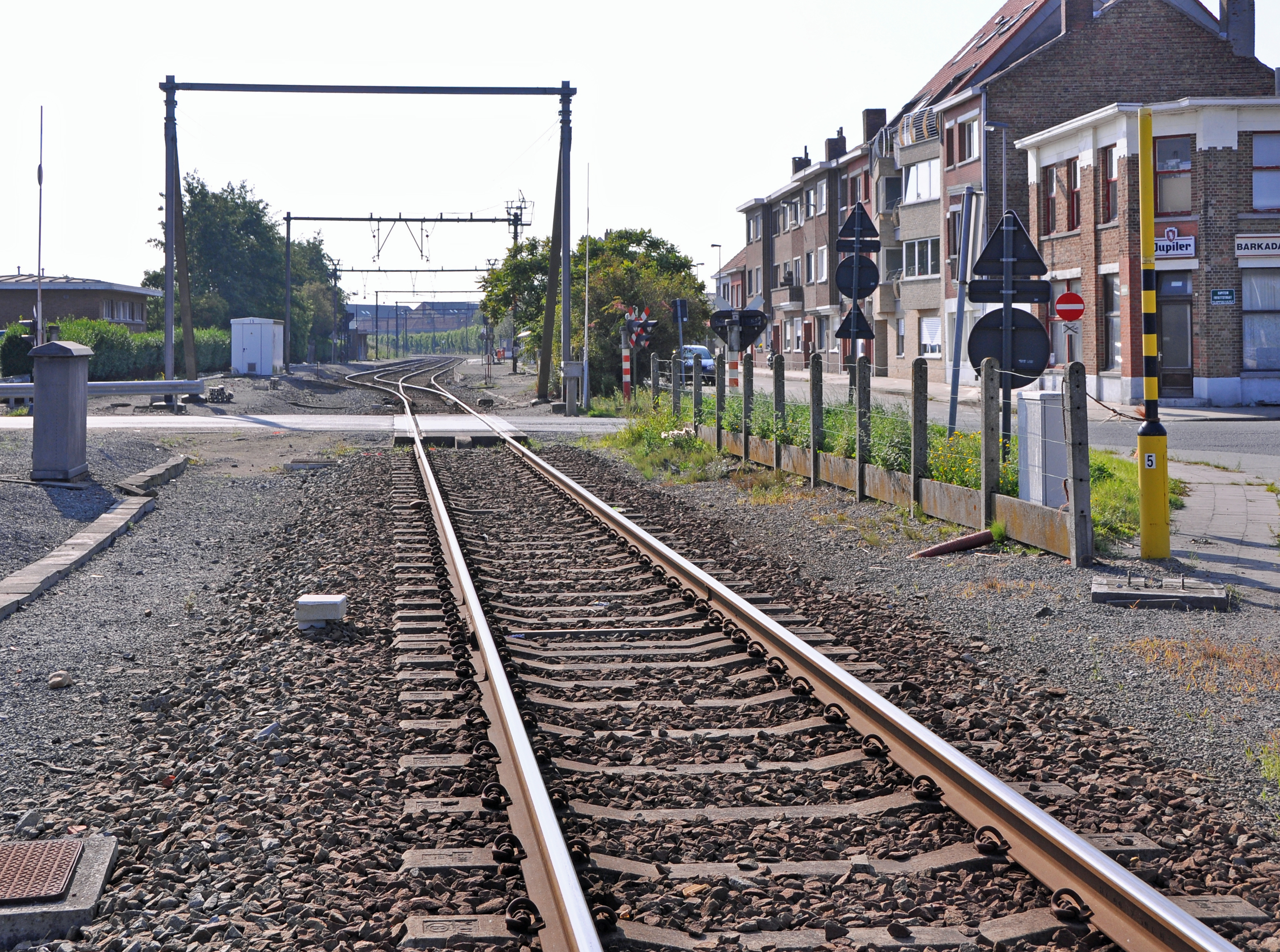
La ligne 202 à l'approche de la gare de Zeebrugge-Dorp
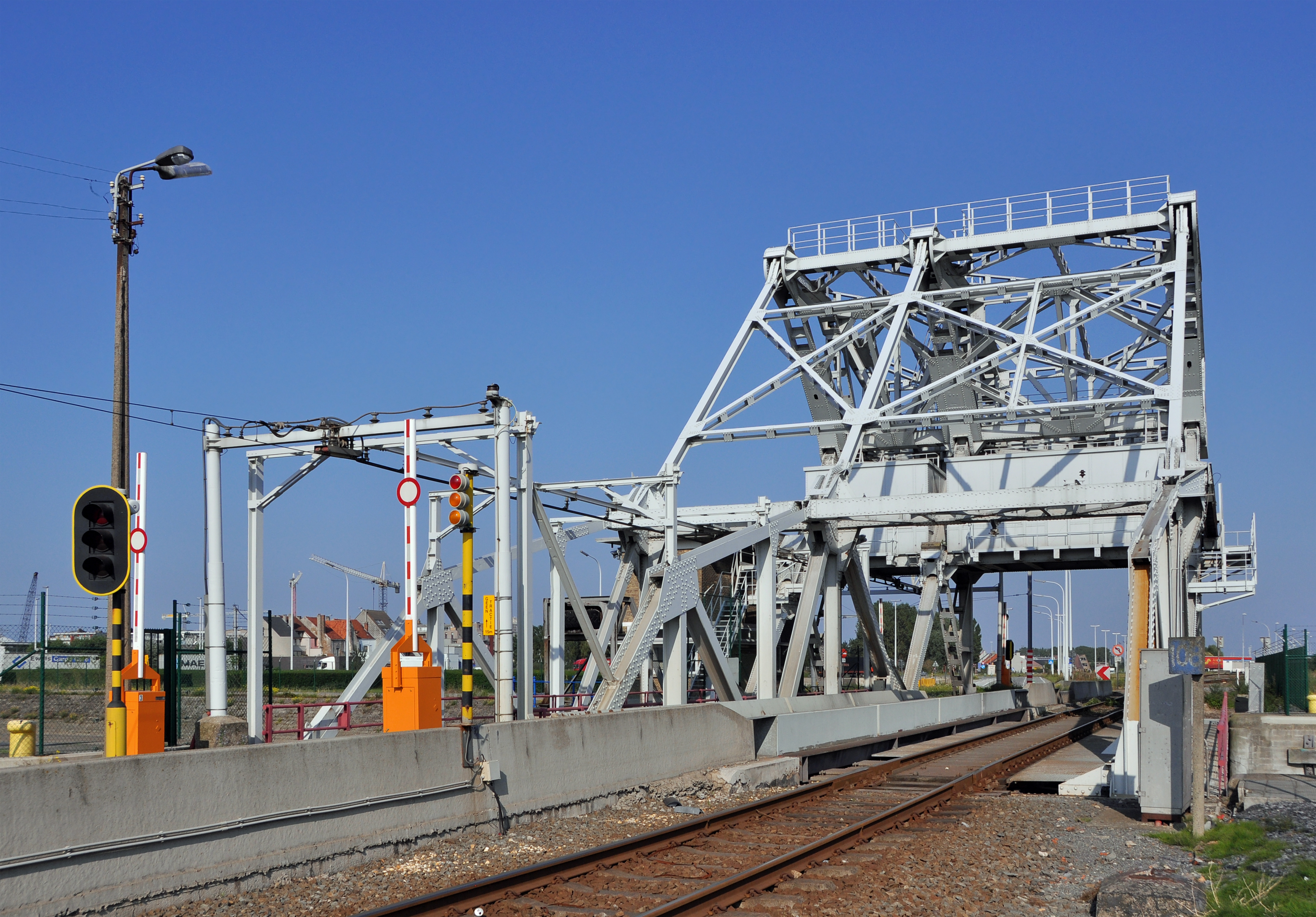
La ligne 202 traversant l'écluse Visart